# France-Albert René
France-Albert René (mais conhecido como Albert René, Vitória, 16 de novembro de 1935 – Mahé, 27 de fevereiro de 2019) foi um político de Seicheles.
Foi o segundo presidente das Seicheles, tendo chegado ao poder através de um golpe de estado, de 5 de junho de 1977 até 14 de julho de 2004, data de sua renúncia, passando o poder para o Vice-presidente, James Michel.
Entre 1977 e 1993, René governou num sistema de partido único, o Partido Socialista mas, em 1991, adotou o multipartidarismo. Em 1993, foi eleito com uma maioria de 59%.